# فاتو روك
فاتو روك (بالإنجليزية: fatu rock)‏هو معلم طبيعي وجزيرة صغيرة بالقرب من جزريرة توتويلا في جزر ساموا الأمريكية الواقعة في المحيط الهادئ . وتقع بضبط عند مدخل ميناء باغو باغو . تُعرف فاتو وفوتي المجاورة أيضًا باسم Flowerpot Rock أي معناه باقات الزهور. 
تقول الأسطورة أن الزوجين، اللذين كانا يُدعيان فاتو وفوتي، قد أبحرا من جزيرة سافاي الواقعة في جزر ساموا المجاورة بحثا عن جزيرة توتويلا . عندما غرق زورقهم، تحول الزوجان إلى جزر صغيرة تعلوها الأشجار.  
يبلغ قطر الجزيرة حوالي 49 × 24 مترًا، ومساحتها حوالي 920 مترًا مربعًا. ولها جوانب شديدة الانحدار وقريبة من العمودية يصل ارتفاعها إلى 32 مترًا. قمته مشجرة بكثافة.
منذ عام 2011، ظهرت على لوحات ترقيم السيارات في ساموا الأمريكية صورة فاتو روك.